# Manacapuru
Manacapuru is een gemeente in de Braziliaanse deelstaat Amazonas. De gemeente telt 101.883 inwoners (schatting 2022).
Binnen wetenschappelijke kringen dankt Manacapuru haar bekendheid aan de enige gedocumenteerde waarneming van vissende doodshoofdaapjes.

## Geografie

### Aangrenzende gemeenten
De gemeente grenst aan Anamã, Beruri, Caapiranga, Iranduba, Manaquiri en Novo Airão.

### Hydrografie
De stad ligt aan de rivier de Solimões (Amazone) en aan de monding van de rivier de Manacapuru.

## Cultuur
- Festival de Ciranda de Manacapuru